# Ernobius nigrans
Ernobius nigrans är en skalbaggsart som beskrevs av Henry Clinton Fall 1905. Ernobius nigrans ingår i släktet Ernobius och familjen trägnagare. Inga underarter finns listade i Catalogue of Life.